# Neivamyrmex gradualis
Neivamyrmex gradualis är en myrart som beskrevs av Borgmeier 1953. Neivamyrmex gradualis ingår i släktet Neivamyrmex och familjen myror. Inga underarter finns listade i Catalogue of Life.